# Al-Raï al-aam
Al-Raï al-`aam (en arabe : الرأي العام, L'Opinion publique) est un journal privé publié au Yémen. Sa parution est hebdomadaire. Fondé en 1985, sa ligne est décrite comme conservatrice et il n'est affilié à aucun parti politique.
Lors de la Crise internationale des caricatures de Mahomet, ce journal a publié les caricatures danoises de Mahomet.
Le 8 février 2006, les autorités yéménites annoncent la suspension de trois hebdomadaires (Al-Raï al-`aam, Yemen Observer et Al-Hourriya) qui ont reproduit les caricatures, déclarant : « En vertu du code de la presse, le ministère de l'Information a décidé mercredi de suspendre Yemen Observer et Al-Raï al-`aam et de présenter leurs éditeurs et rédacteurs en chef au parquet pour avoir reproduit les caricatures offensantes pour Mahomet »,. Le 2 mai 2006, les trois journaux sont rouverts. En novembre 2006, Kamal al-Aalafi (ou Aloufi), le rédacteur en chef de Al-Raï al-`aam, est condamné à un an de prison mais sa peine est suspendue le mois suivant. Sa situation est évoquée dans un rapport du Parlement européen sur la situation des droits de l'homme au Yémen.